# Theridiosoma fasciatum
Espèce
Theridiosoma fasciatum est une espèce d'araignées aranéomorphes de la famille des Theridiosomatidae.

## Distribution
Cette espèce se rencontre à Singapour et à Sumatra en Indonésie.

## Description
La femelle mesure 2 mm.

## Publication originale
- Workman, 1896 : Malaysian spiders. Belfast, p. 25-104 (texte intégral).